# Estado Wu
El Estado de Wú (en chino: 吴国, pinyin: Wú Guó), también conocido como Gou Wu (勾吴) o Gong Wu (工吴 o 攻吾) fue uno de los estados vasallos durante la dinastía Zhou occidental (c. 1046 – 256 a. C.), en el periodo de Primaveras y Otoños (722 a. C. y 479 a. C.).
El Estado de Wú se encontraba en la desembocadura del río Yangtze al este del Estado Chu. Considerado un estado de semi-bárbaros por los antiguos historiadores chinos, su capital fue Gusu (姑苏), también conocida como Wu (吴), hoy Suzhou. Los gobernantes del Estado de Wu tenían el apellido Ji (姬), el mismo que la familia real Zhou.

## Historia
De acuerdo con las Memorias históricas, los gobernantes de Wú eran descendientes de Wu Taibo, hijo mayor del rey Tai de la dinastía Zhou y antepasado del Rey Wu de Zhou. Dándose cuenta de que su hermano menor Jili era más sabio que él y se merecía heredar el trono, Taibo huyó a Wú y se estableció allí. Tres generaciones más tarde, el Rey Wu de Zhou derrotó al último emperador de la dinastía Shang.
Sus gobernantes se titularon duque (公, gōng) hasta 586 a. C., cuando Shoumeng se proclamó rey (王, wáng), poniéndose en igualdad con los Zhou. El Estado Jin ayudó a la rebelión del estado Wú como un aliado contra el estado de Chu. En 584 a. C., Wú se rebeló contra el estado de Chu, la acción se produjo después de ser persuadido por Wuchen, un ministro del Estado de Jin, quien desertó de Chu.
Posteriormente, Wú sería una amenaza constante para el estado de Chu desde su débil sureste hasta su desaparición. En el año 506 a. C., Wu lanzó un ataque sorpresa y ocupó la capital de Chu. Posteriormente, Wú fue brevemente la nación más poderosa, y se volvió hacia otras campañas, derrotando al Estado Qi en el año 484 a. C.
Irónicamente, Wú fue amenazado después por un estado advenedizo en el sur, el Estado Yue; el estado de Chu ayudó a la rebelión de Yue como un oponente a Wú. Aunque Wú ganó una gran victoria contra Yue en el 494 a. C., no logró aplastar completamente a Yue, ayudado en parte por un soborno de Yue a un importante ministro de Wú. Mientras que Wú estaba ocupado en una campaña militar al norte, Yue lanzó un ataque sorpresa a Wú en el 482 a. C. y conquistó la capital. Finalmente, el Estado de Yue conquistó a Wú en el 473 a. C.
Los líderes de Yue, Wu y Chu, se proclamaron reyes en el siglo VI a. C., como muestra del debilitamiento drástico de la autoridad de la corte de Zhou durante el Período de Primavera y Otoño.
Wú y Yue eran maestros de la metalurgia, fabricación de espadas con inscripciones, dibujos geométricos y con incrustaciones de oro o plata. Las espadas de los dos tendían a utilizar mucho estaño más de cobre en comparación con los de otros estados. Wu envió espadas a menudo como regalos a los estados del norte, como los Estado Cai y Qi.

## Gobernantes
- Rey Wu Taibo (泰伯): siglo XI a. C. Su fecha de nacimiento y muerte son desconocidas, debido a la falta de registros.
- Rey Fuchai (夫差): del 495 a. C.- 473 a. C. El último rey de Wú, se suicidó tras que el rey Goujian de Yue se tomara a Wú en 473 a. C.